# Gustaf Adolf Helsingius
Gustaf Adolf Helsingius, född 15 februari 1855 i Åbo, död 7 juni 1934 i Lojo, var en finländsk fattigvårdsman. Han var far till Torsten Helsingius.
Helsingius, som var prästson, genomgick polytekniska skolan i Helsingfors, arbetade därefter som järnvägsingenjör, men utnämndes 1888 till den samma år inrättade fattigvårdsinspektörstjänsten för Finland, vilken han behöll till 1915. Han höll därefter religiöst sociala föredrag på flera orter. Han omorganiserade Finlands fattigvårdsväsen fullständigt, bland annat avskaffades fattigauktionerna och rotehållningen, fattiggårdar uppfördes i allt flera kommuner och de sinnessjuka fattighjonens vård förbättrades. Han verkade särskilt för bättre uppfostran för de fattiga barnen.
Helsingius var gift två gånger, först med Anna Elisabeth Roos (1880–1906) och sedan med Ingrid Emilia Lindholm (1908–1951). Han tilldelades titeln hovråd som ett erkännande för sina insatser.